# Aken (stad)
Aken (Duits: Aachen, Akens dialect: Oche, Frans: Aix-la-Chapelle) is een stad in het Regierungsbezirk Keulen in de Duitse deelstaat Noordrijn-Westfalen. De stad telt 248.878 inwoners (31 december 2020) op een oppervlakte van 160,85 km².
De stad ligt in de Noord-Eifel, dicht bij de grens met België en Nederland, tegen het Limburgse Vaals en in de buurt van het Luikse Kelmis, ongeveer 55 km ten westen van Keulen.
Bestuurlijk vormt Aken een kreisfreie Stadt binnen de Stadsregio Aken in het Regierungsbezirk Keulen. De agglomeratie van Aken is grensoverschrijdend en omvat plaatsen als het Nederlandse Vaals en Kerkrade en het Belgische Kelmis.
Aken is een stad met een lange geschiedenis, waarvan talrijke monumenten getuigen, waaronder de Dom. Het is tevens een industrieel centrum in een steenkoolgebied en een spoorwegknooppunt met aansluiting op de hogesnelheidslijn naar Keulen en Luik en de Montzenroute naar de Antwerpse haven. Het vliegveld van Aken, Maastricht Aachen Airport, ligt op Nederlands grondgebied, zo'n 30 km van de stad, nabij het Limburgse Beek.
De RWTH Aken (Rheinisch-Westfälische Technische Hochschule) behoort tot de grootste en meest gerenommeerde technische universiteiten van Europa. Een onderdeel vormt het Universitair Ziekenhuis Aken op de Campus Melaten, een van de grootste ziekenhuizen van Duitsland.

## Naam
Uit een van de handschriften van de Salische wetten is overgeleverd, dat Karel de Grote er van spreekt dat de plaats met door de Romeinen gebouwde baden en vorstelijke gebouwen Aquis werd genoemd. Hij stichtte er zijn palts. De stadsnaam is dus waarschijnlijk afkomstig van het warme water dat daar stroomde, in Latijn "aqua" (water). Aken heet in het Akens Ripuarische dialect Oche, in het Duits Aachen, in het Frans Aix-la-Chapelle, in het Limburgs Aoke en in het Luxemburgs Oochen.

### Bronnen en kuuroord

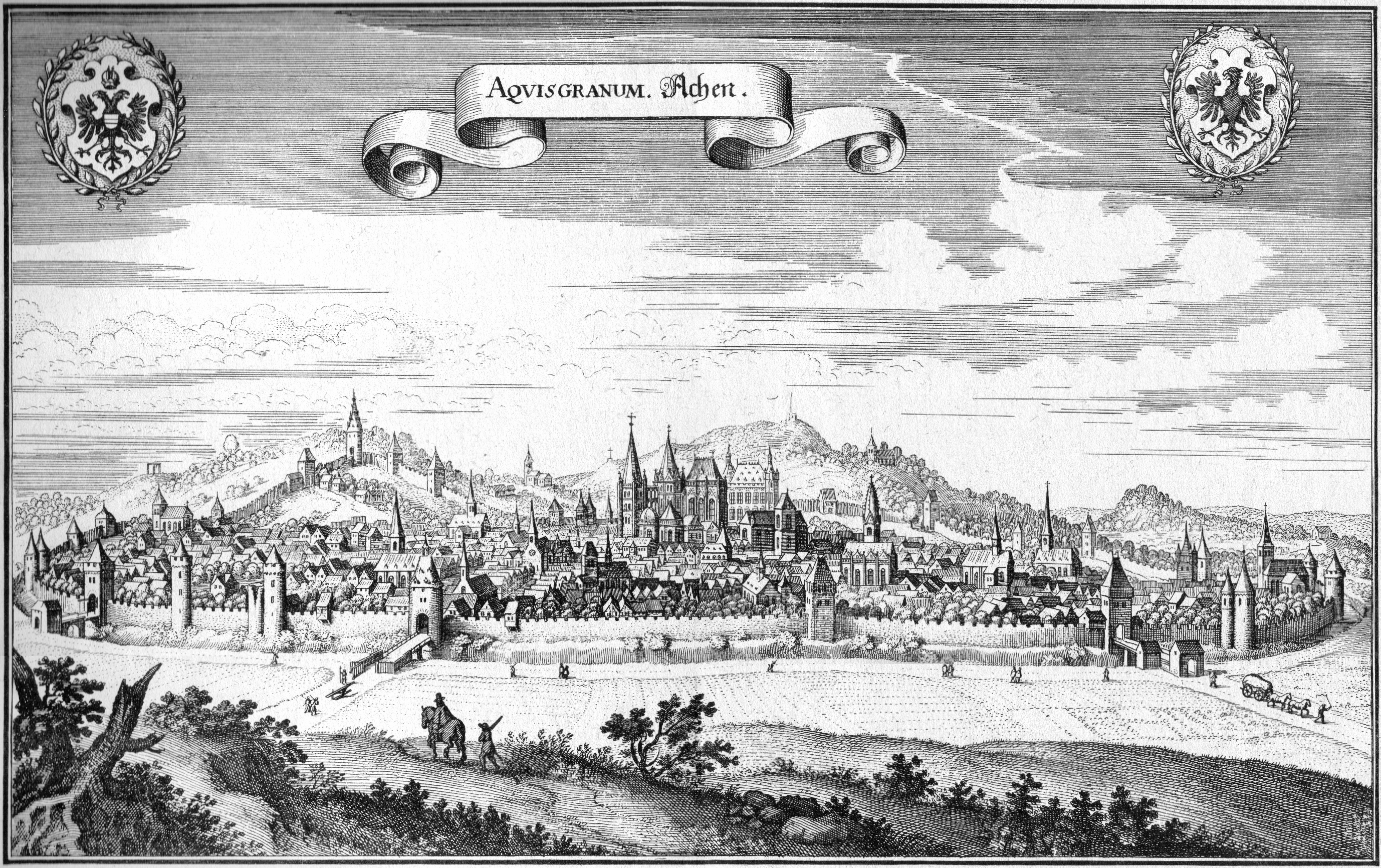
Aken vanuit het zuidwesten (kopergravure van Matthäus Merian der Ältere, ca. 1645)

### Natuurlijke ligging, verstedelijking

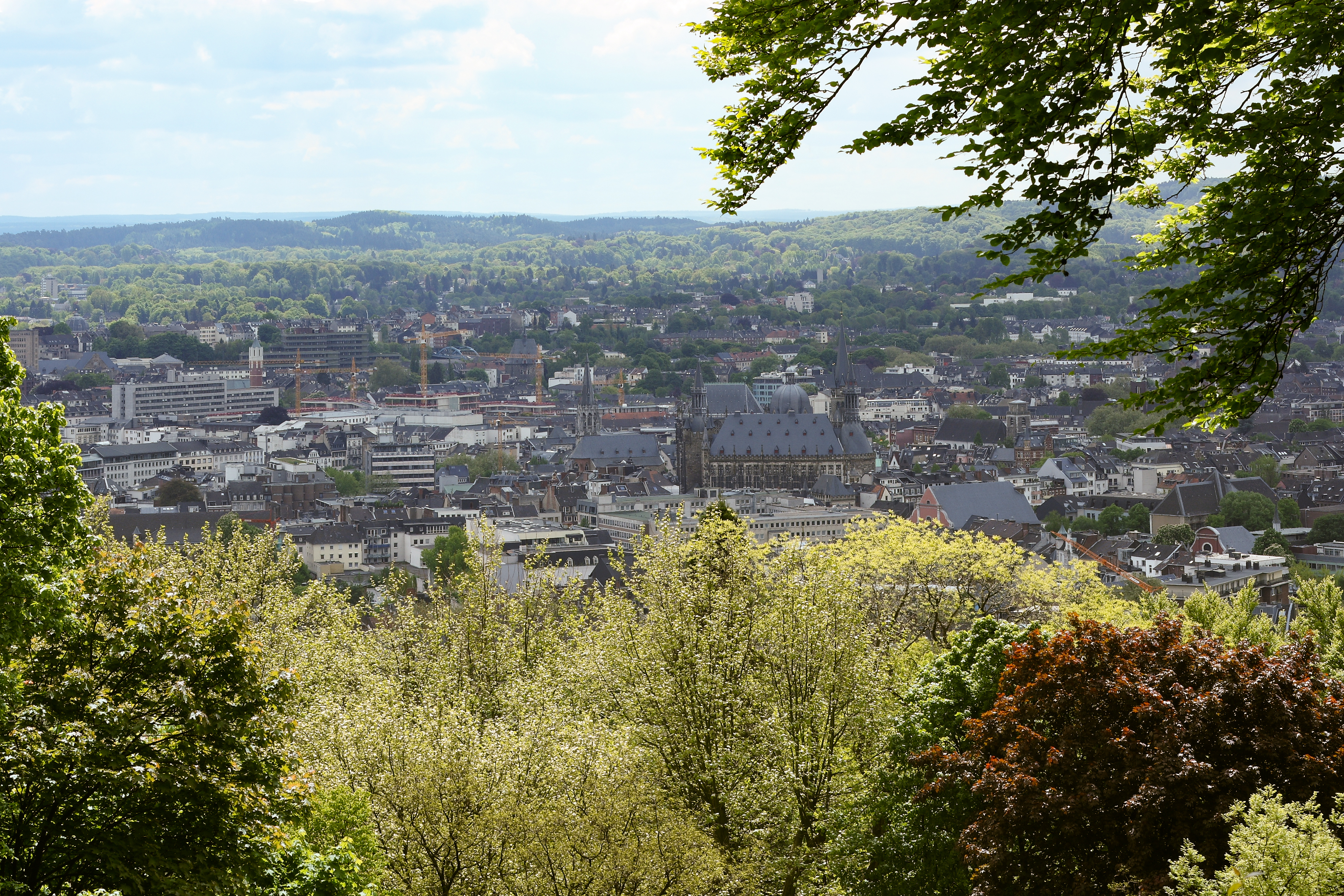
Gezicht op de stad vanaf de Lousberg

### Bestuurlijke indeling

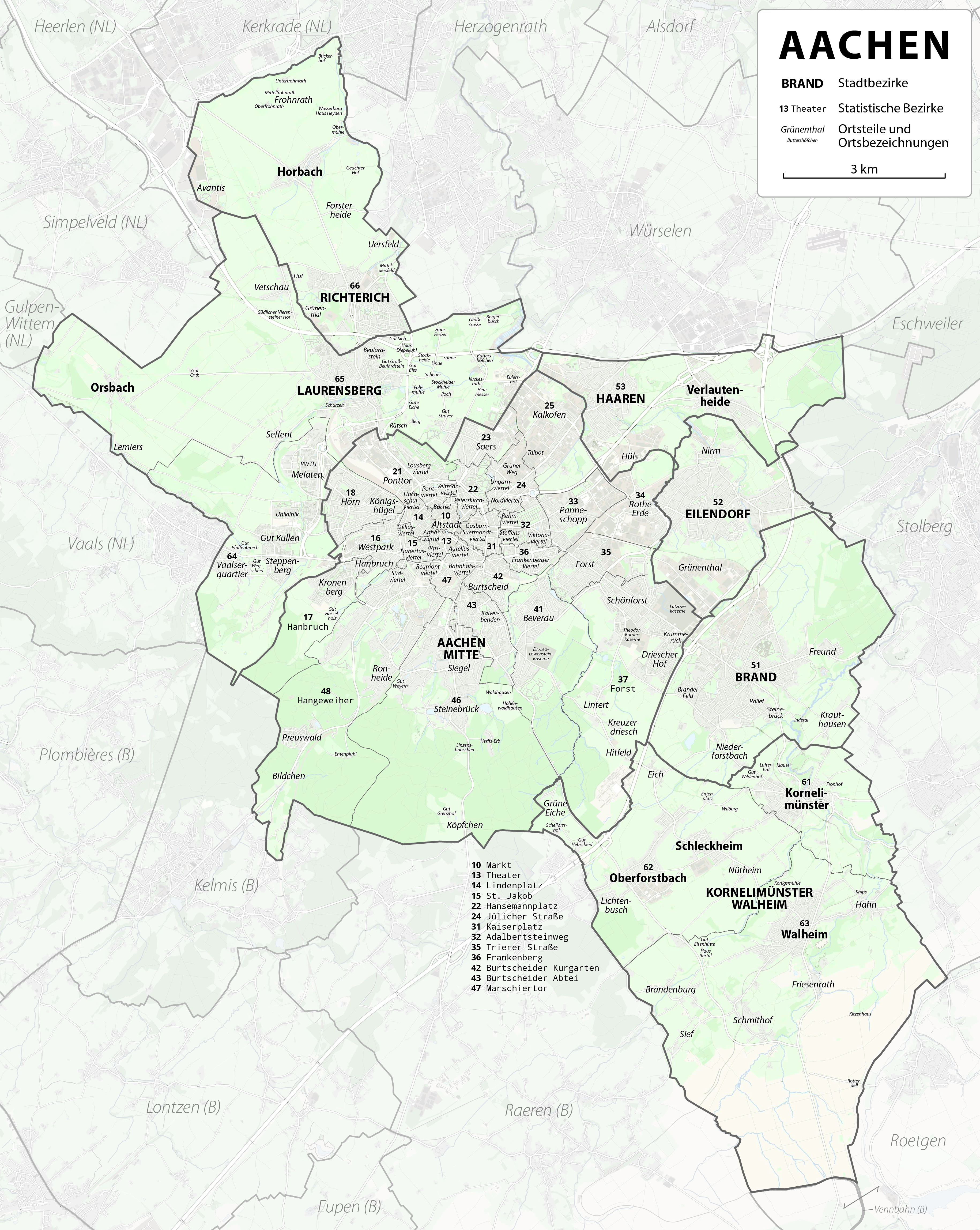
Stadsindeling van Aken

### Gemeenteraad en burgemeester

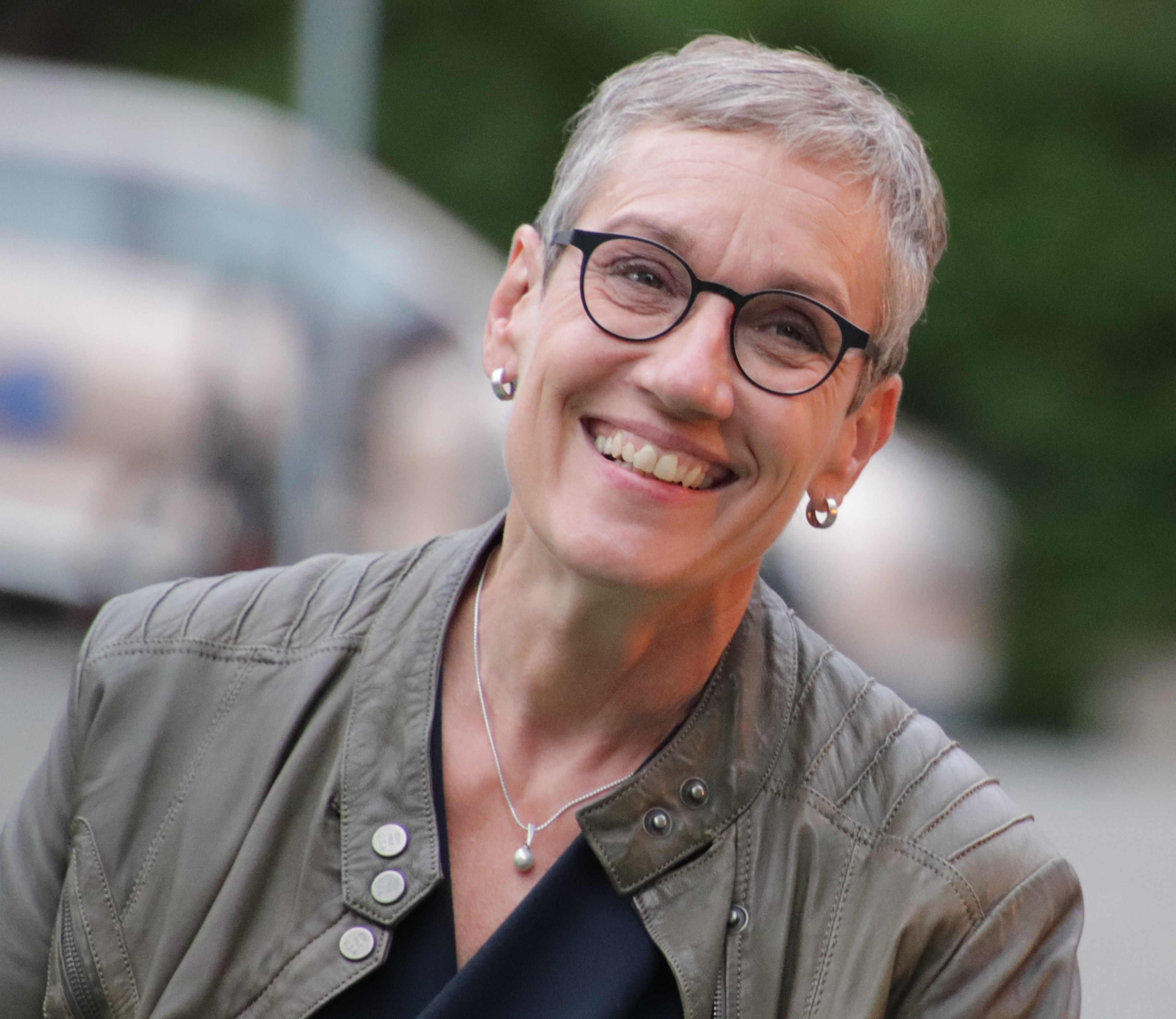
Oberbürgermeister Sibylle Keupen (2020)

## Economie

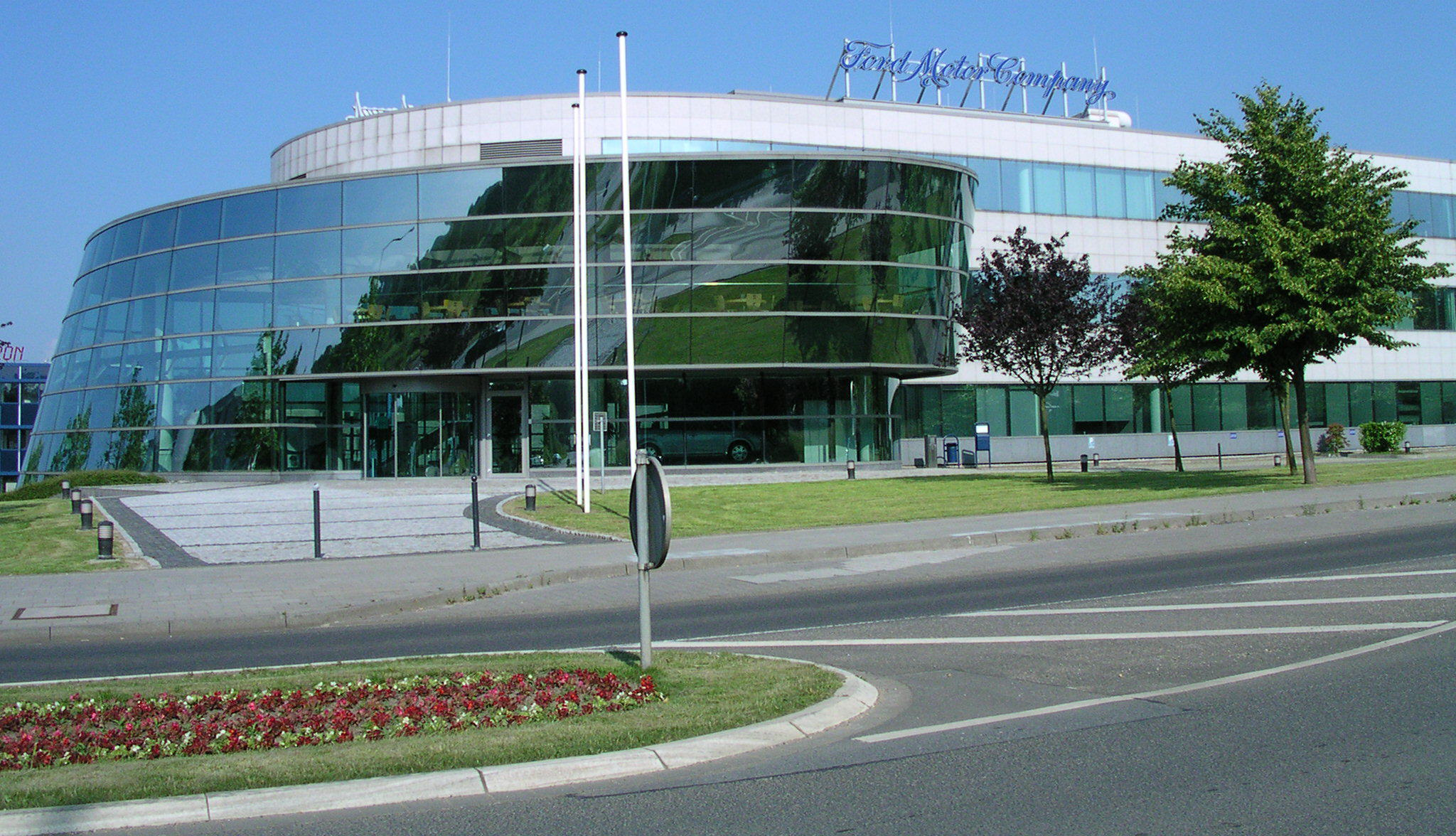
Ford onderzoeksbureau in Aken (2006)

Hoofdvestiging motorenfabriek FEV Europe in Eilendorf, een spin-off van de RWTH (2016)

### Bezienswaardigheden

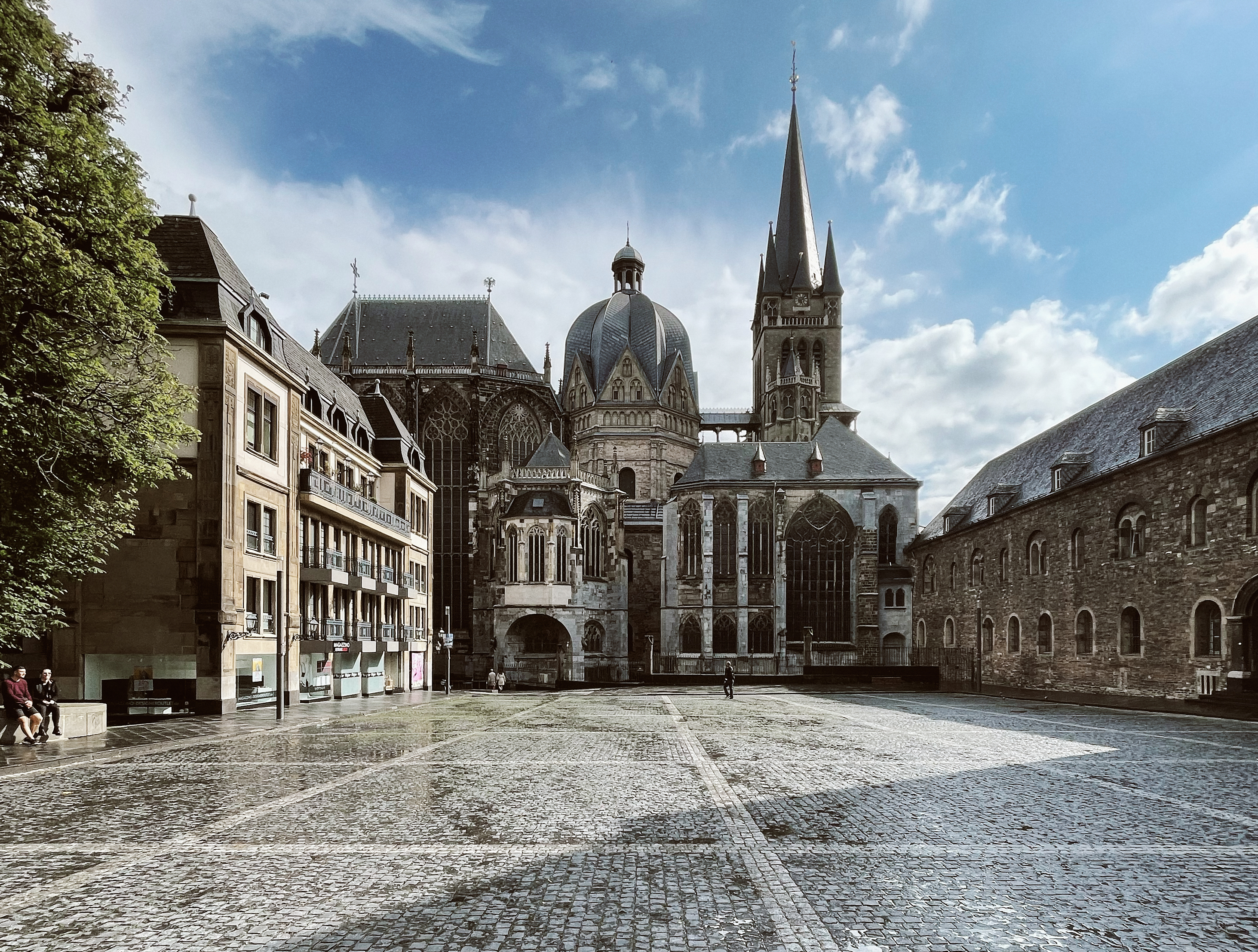
Katschhof en Dom (2021)

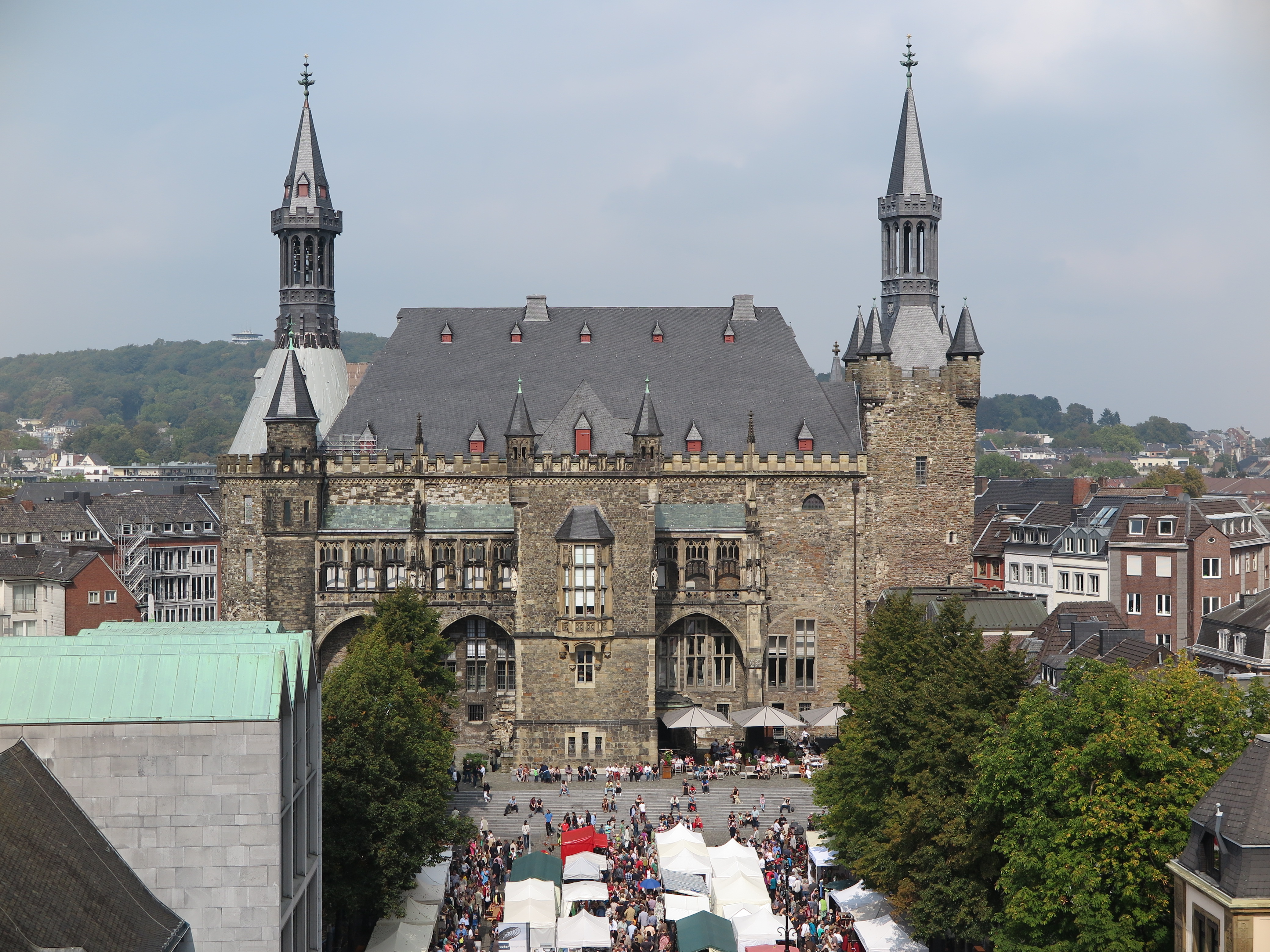
Stadhuis van Aken, gezien vanaf de Dom. Rechts de Granusturm (2014)

#### Musea

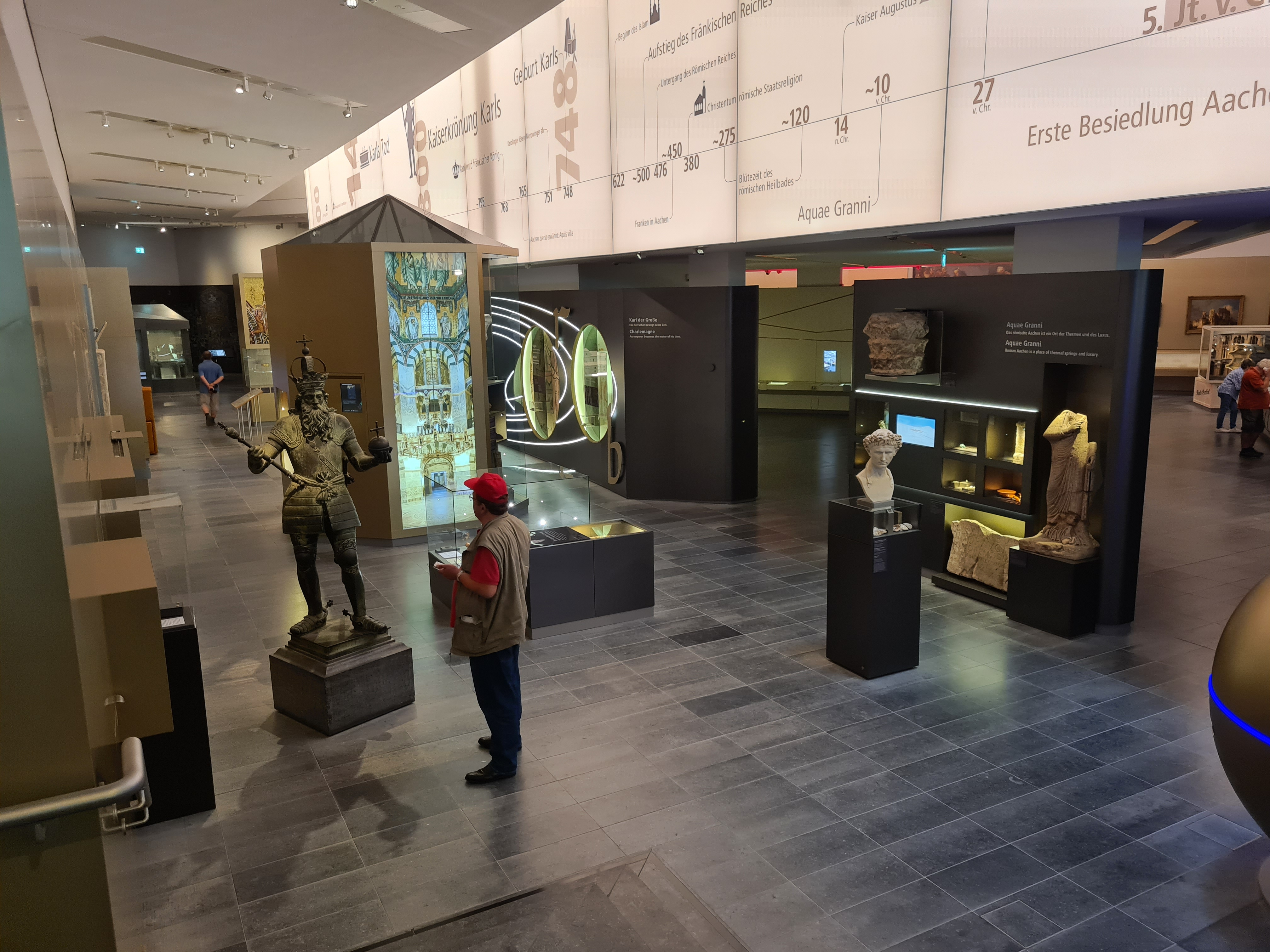
Centre Charlemagne

#### Overige bezienswaardigheden

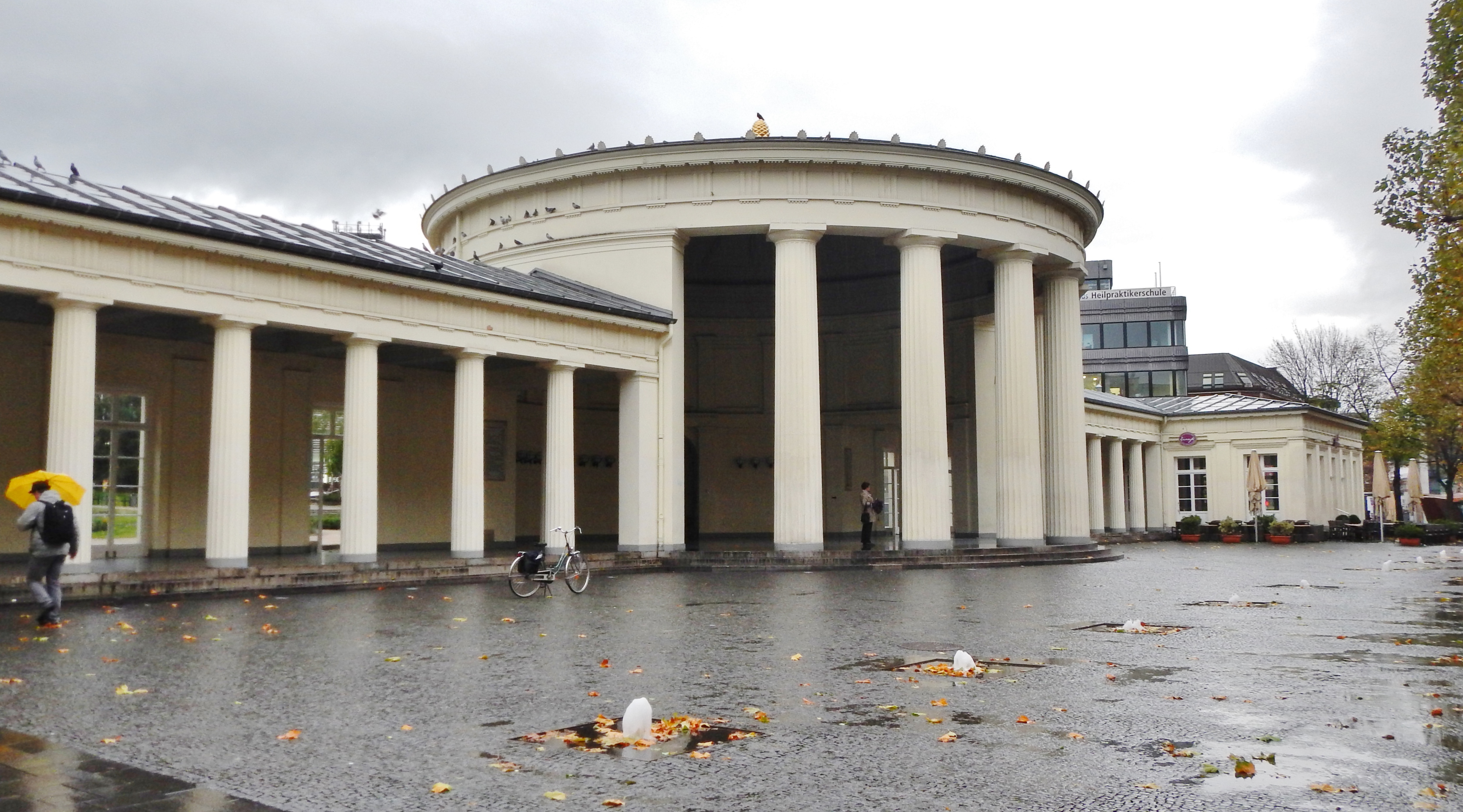
Elisenbrunnen

### Spoorwegen

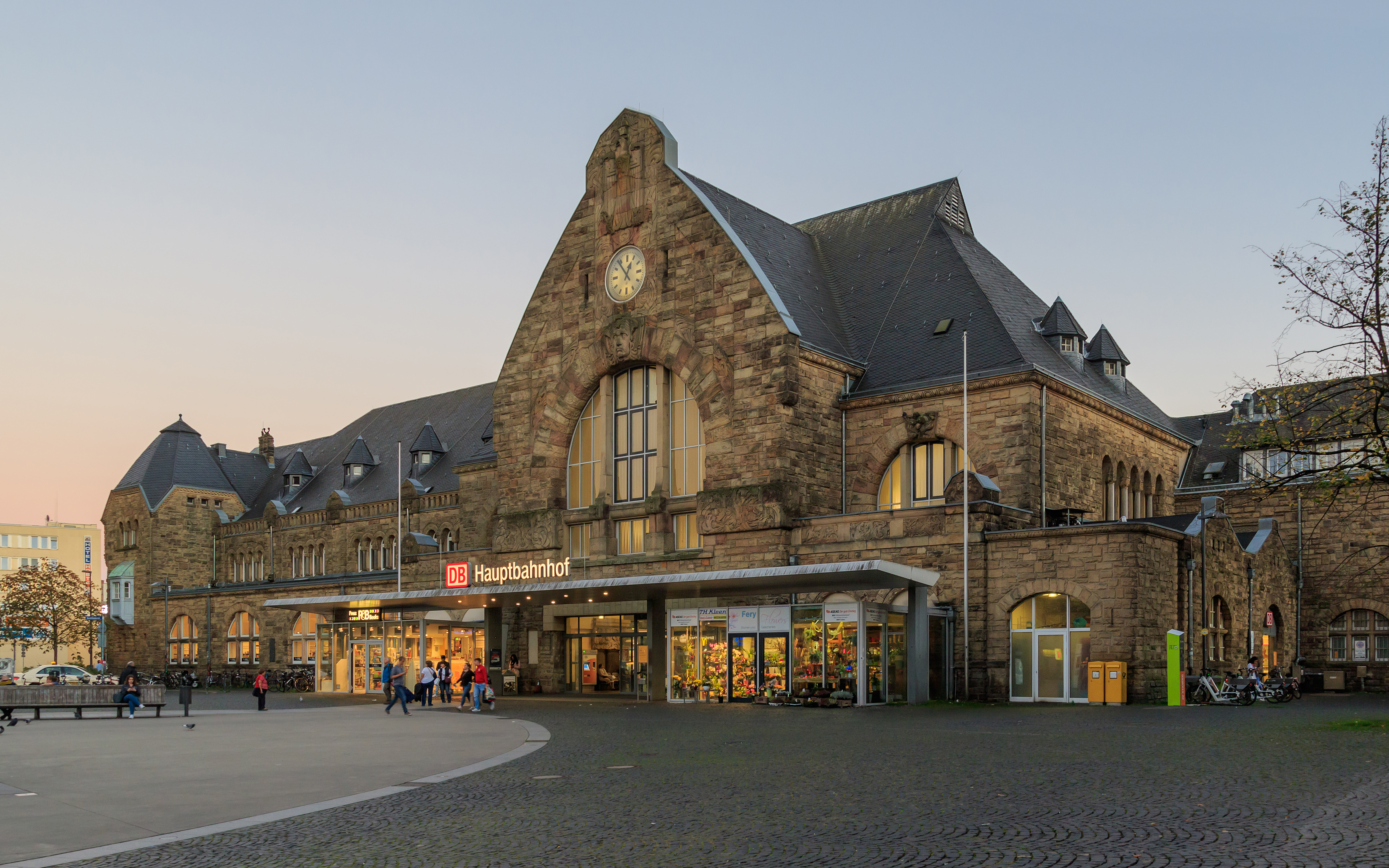
Aachen Hauptbahnhof (2017)

### Openbaar vervoer

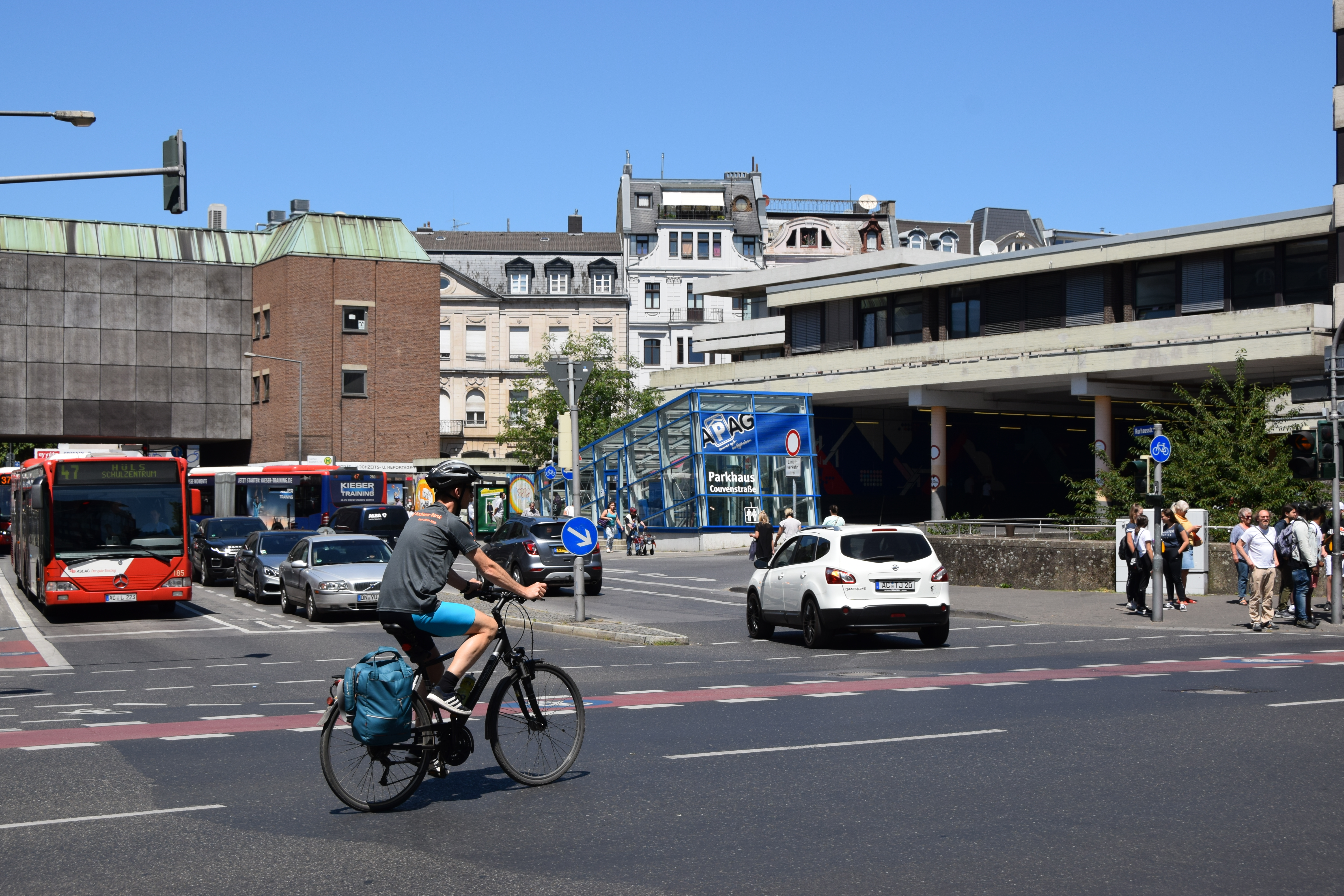
Bushof en Parkhaus Couvenstraße (2019)

## Geschiedenis